# Нафтна платформа
Нафтна платформа, (или колоквијално шор платформа за бушење нафте) је велики објекат са објектима за бушење бунара, за добијање и обраду нафте и природног гаса, као и привремено складиштење производа све док он може бити пренет до обале за прераду и промет. У многим случајевима, платформа садржи објекте за смештај, као и радну снагу.
У зависности од околности, платформа може бити фиксирана на дну океана, могу бити на вештачком острву, или могу да плутају.

## Историја
Око 1891. године прве подводне бушотине су бушене са платформе изграђене на шиповима у свежим водама Великог језера Марис (тзв. Мерцер каунти резервоар) у Охају. Широко али плитко језеро је грађено од 1837. до 1845. да обезбеди воду за Мајами.

## Утицај на екологију
У британским водама, трошкови уклањања у потпуности свих платформи процењена је 1995. године на 1,5 милијарди фунти, а трошкови уклањања свих структура, укључујући и цевоводе, под називом чисто море, коштало би више од 3 милијарди фунти.